# Gioielli della Corona rumena

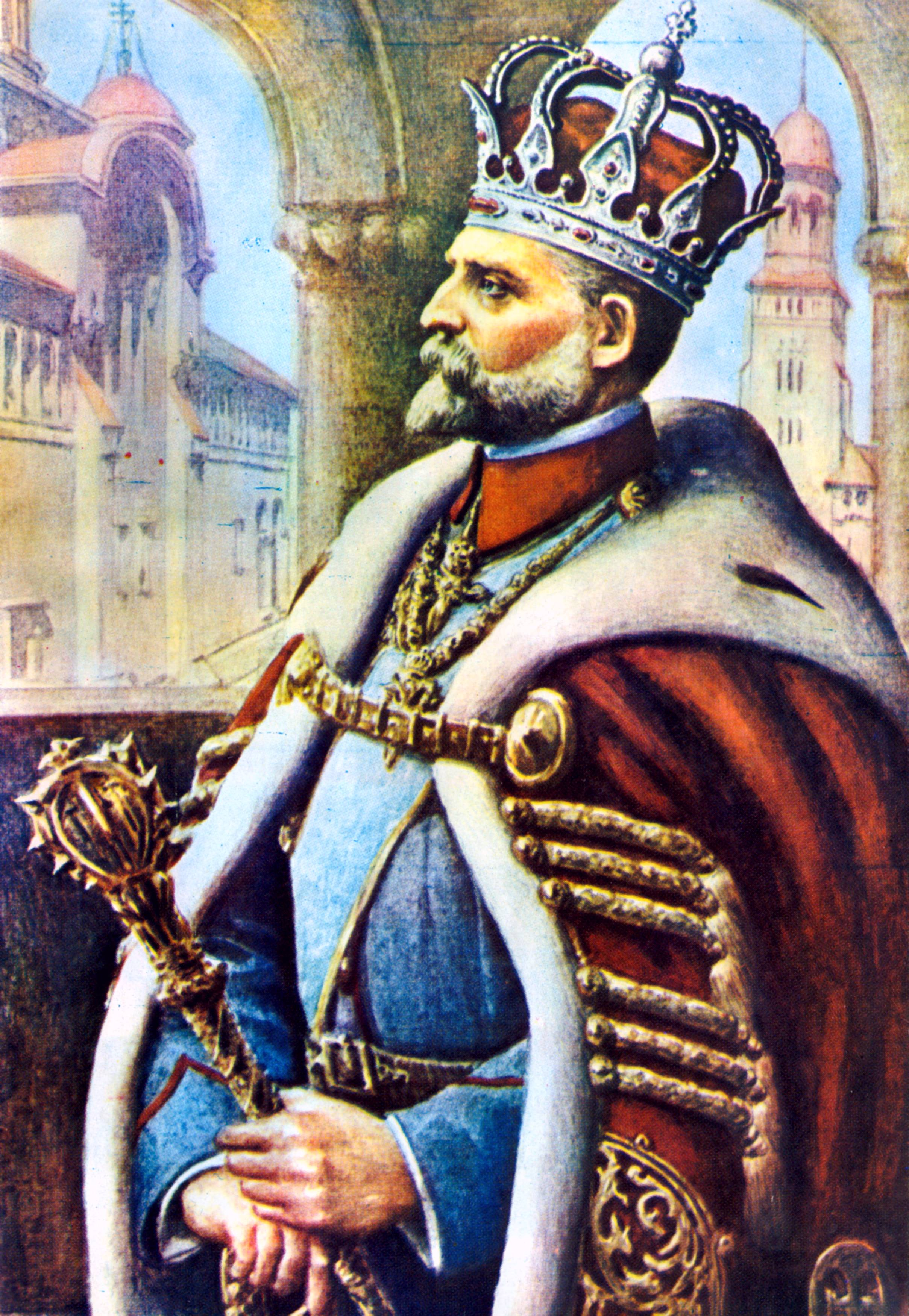
Ferdinando I di Romania con sul capo la corona d'acciaio rumena e tra le mani il suo scettro.

I gioielli della Corona rumena sono composti da un gruppo di oggetti preziosi e regalie utilizzati dai re di Romania. Gli oggetti vennero tutti realizzati nell'Ottocento, quando la Romania raggiunse il rango di Regno.
La collezione si compone dei seguenti oggetti:
- La corona d'acciaio di Romania, realizzata con l'acciaio derivato da una pistola ottomana catturata dall'esercito rumeno durante la Guerra d'indipendenza rumena. Questa corona fu il simbolo stesso della Romania durante tutto il periodo monarchico e rappresentò la volontà di rivalsa indipendentista del popolo rumeno.

- La corona della regina Elisabetta di Romania, realizzata in oro.

- La corona della regina Maria di Romania, fabbricata in oro in Transilvania.

- Lo scettro di Ferdinando I di Romania, più simile ad una mazza chiodata, sormontata da un becco d'aquila.

- Lo scettro di Carlo II di Romania

- La spada di Carlo I di Romania, di fattura ottomana donata da Abdul Aziz al re Carlo I di Romania, è composta da 1 140 pietre preziose e 46 diamanti.

- Altri gioielli appartenuti a re e regine di Romania.

Attualmente la collezione è in mostra al museo nazionale di storia rumena a Bucarest.